# Magyarcsanád
Magyarcsanád (románul: Cenadul Unguresc, szerbül: Чaнaд / Čanad) község Csongrád-Csanád vármegye Makói járásában.

## Fekvése

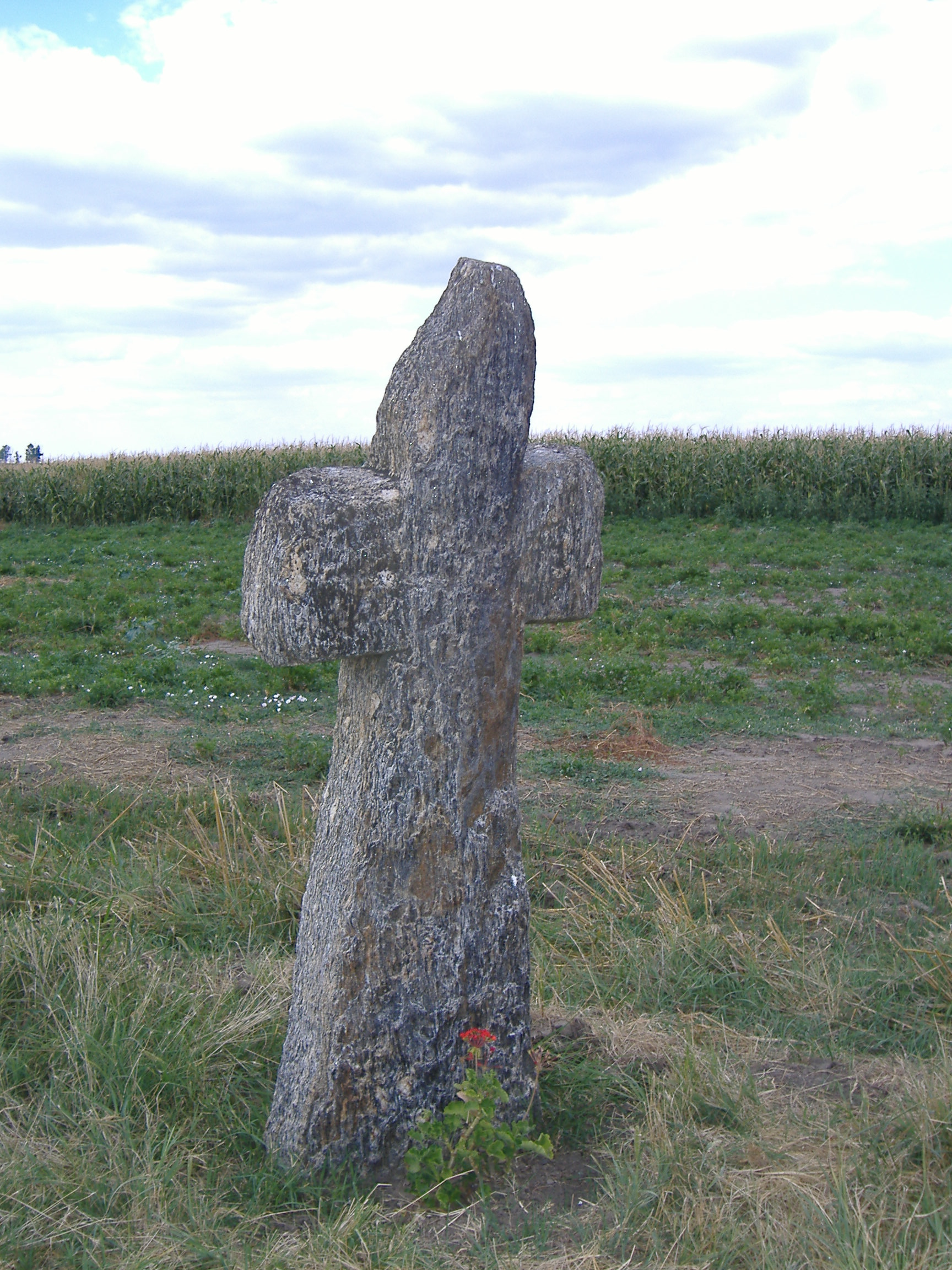
A belezi "Kunkereszt", Magyarcsanád külterületén, azt a helyet jelöli, ahol Dózsa György katonái a nagylaki csata után elfogott főurakat és Csáky Miklós csanádi püspököt karóbahúzták

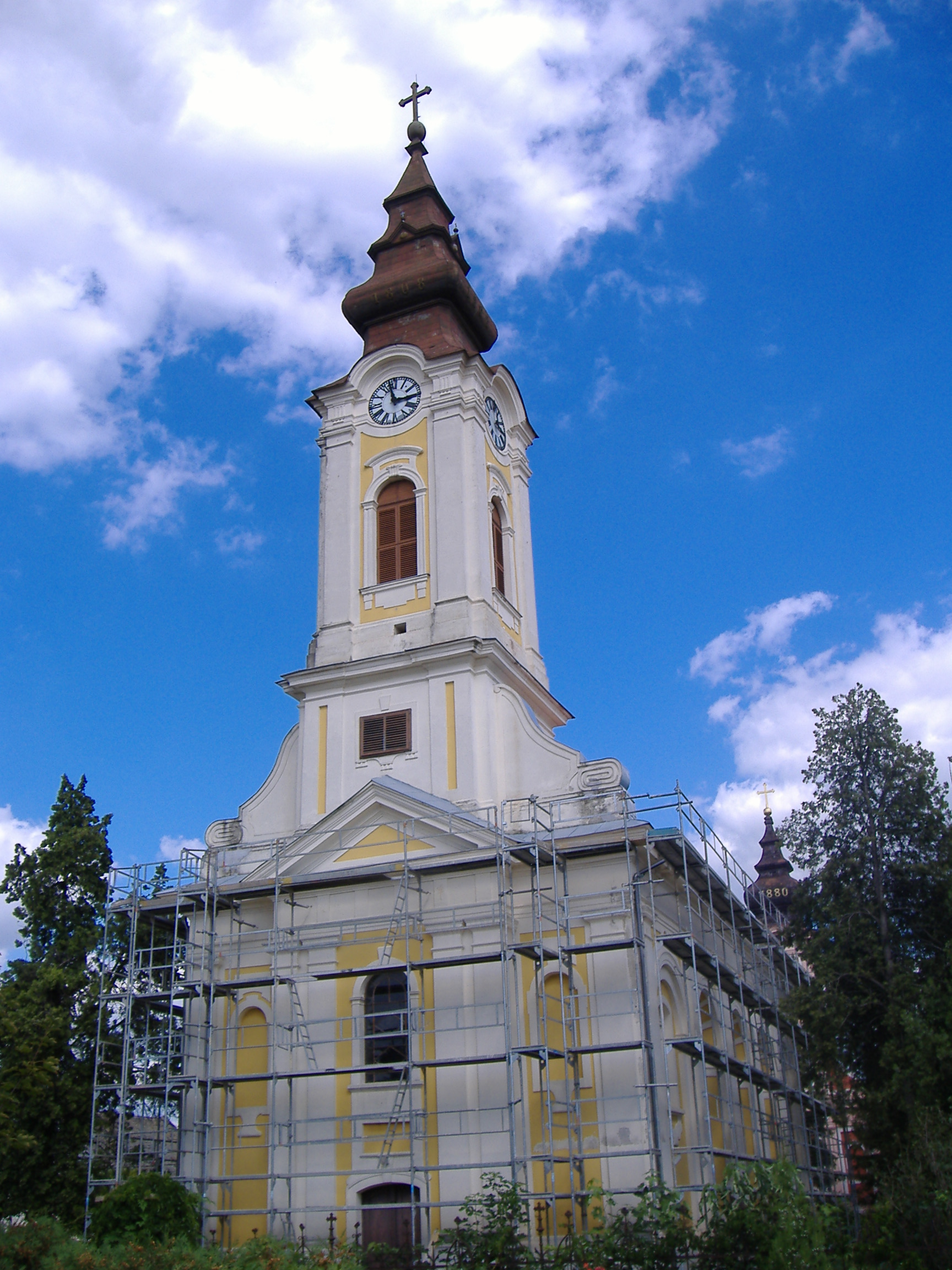
A román ortodox templom felújítás alatt

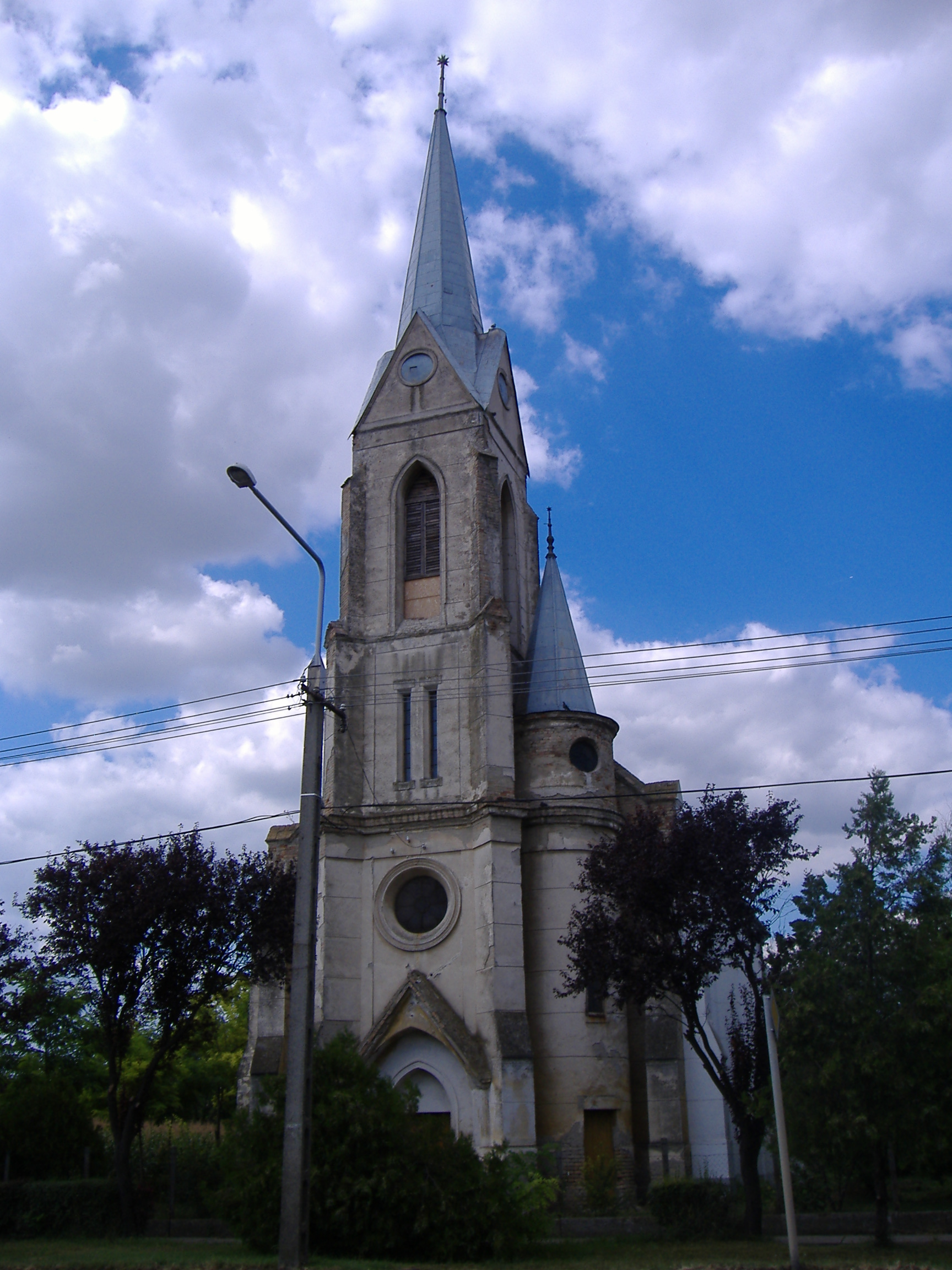
A református templom

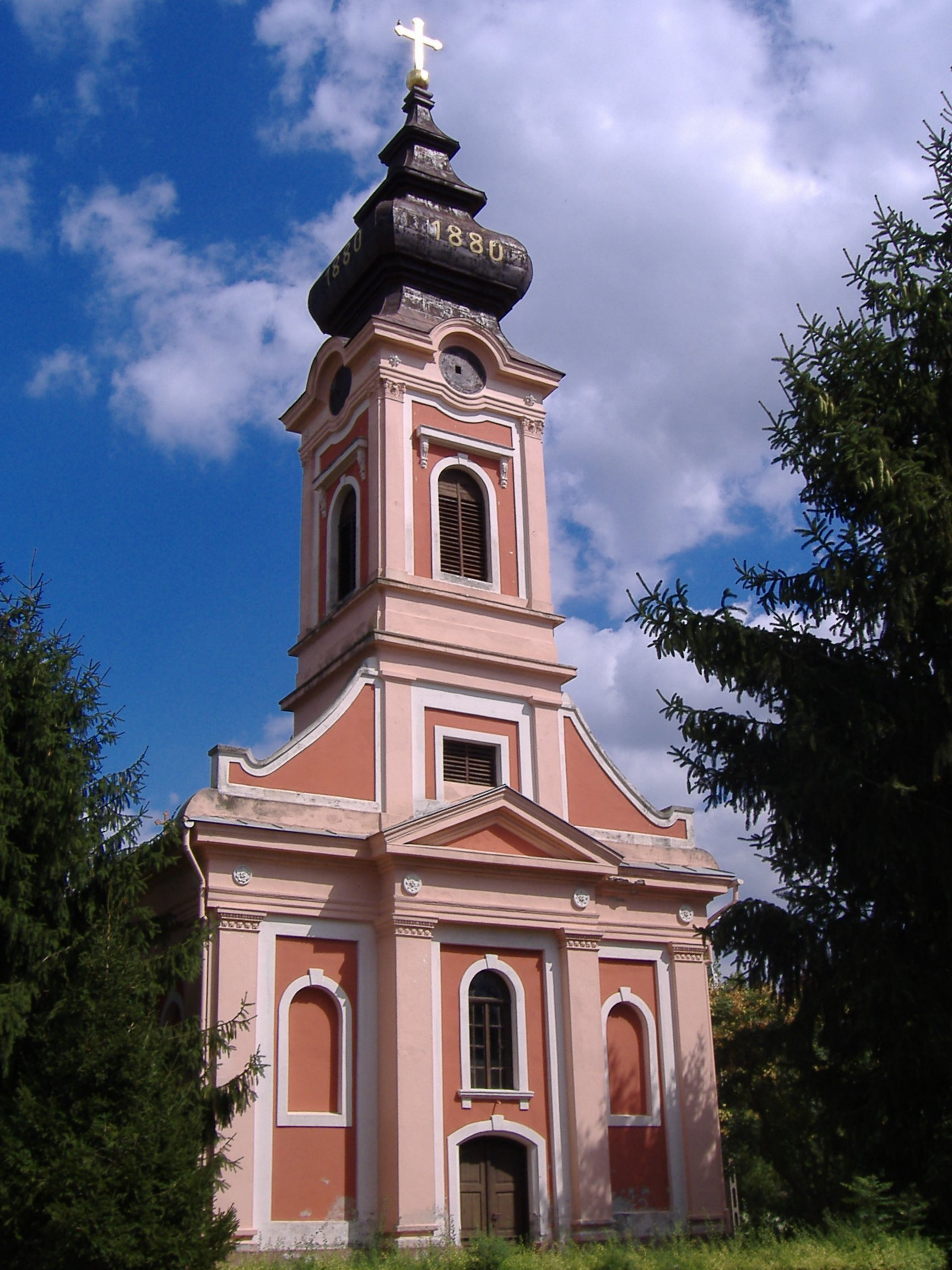
A szerb ortodox templom

Magyarcsanád a Maros folyó közelében, a déli országhatár mellett fekszik, a Maros ugyanis ezen a szakaszán államhatárt képez Magyarország és Románia között; a legközelebbi közúti határátkelőhely Nagylaknál alig 8 kilométerre van Magyarcsanádtól. Belterülete nyugaton közvetlenül érintkezik Apátfalvával, további szomszédai észak felől Királyhegyes, kelet felől Kövegy és Csanádpalota, dél felől pedig a már Romániához tartozó Nagycsanád. A romániai Nagylak és Makó között kb. félúton, azoktól 10–12 km-re fekszik.
A folyó magyarcsanádi szakaszán néhány sziget is található, amelyek kis méretük és az államhatár futása miatt gyakorlatilag egyik országhoz sem tartoznak (az egyiken, melynek neve a Senki szigete, jelentős számú kormorán fészkel). Régen két híd – egy közúti és egy vasúti – is összekötötte a Bánsággal, de ezeket a hidakat a második világháborúban a visszavonuló német csapatok felrobbantották. A népnyelv azóta „rombolt hidak”nak nevezi őket, a pilléreik még állnak. Számos terv született már az újjáépítésükre, amire a közeljövőben talán sor is kerülhet.

### Megközelítése
A településen annak főutcájaként végighúzódik az élénk nemzetközi forgalmat bonyolító 43-as főút, ezért ez a leginkább kézenfekvő megközelítési útvonala Szeged-Makó illetve az országhatár és Arad felől is. Közigazgatási területén, a központjától több kilométerre északra elhalad az M43-as autópálya (és a 4434-es út) is, de a sztrádáról Magyarcsanád csak a szomszédos Apátfalvánál letérve, a 4425-ös út érintésével érhető el.
Vonattal a település a MÁV 121-es számú Kétegyháza–Újszeged-vasútvonalán érhető el, melynek egy megállási pontja van itt, Magyarcsanád megállóhely. A megállóhely a vonal állomásainak viszonylatában Nagylak vasútállomás és Apátfalva vasútállomás között található.
Érdekesség, hogy régen egy másik vasúti megállója is volt a falunak, a Hódmezővásárhely–Makó–Nagyszentmiklós-vasútvonalon, amely szintén e települést érintve húzódott:  Apátfalva után vált el a békéscsabai vonaltól, és külön megállóhelye volt itt: Magyarcsanád megálló-rakodóhely. Bár ez utóbbi vonalat felszedték, az állomásépület ma is áll, a község nyugati részén, sőt a lebontott Maros-hídjának pillérei is állnak, a falutól délre.
Busszal az 5190-es járattal lehet megközelíteni. De itt halad hát az 5189-es buszjárat is, illetve hétköznap reggelenként az 5187-es járat is közlekedik, illetve munkanapokon reggel az 5188-as járattal, meg a hét első iskolai előadást megelőző napon szintúgy az 5188-as járattal. Megállási pontok: Magyarcsanád, Malom; Magyarcsanád, Községháza; Magyarcsanád, Temető (régebbi neve: Magyarcsanád, Alsó).
Munkanapokon szinte óránként közlekednek a buszjáratok, délutáni csúcsban félóránként van. Hétvégén is napközben óránként járnak buszok, illetve részben 2 órás menetrend van.

## Története
Magyarcsanádot az újkorban alapították. Ugyanakkor a község környéke évezredek óta folyamatosan lakott helynek számít.
A falu határában (Bökény) Banner János végzett ásatásokat. Móra Ferenc és B. Nagy Katalin is folytatott régészeti feltárásokat, többek között gepida sírokra bukkant a Maros mentén. A falu határában álló kun keresztet valószínűleg a 16. században állíthatták fel. A falu helyén eredetileg a középkori Apátfalva helyezkedett el.
Apátfalva a török hódoltság kezdetén (az 1550-es években) pusztult el.
A környék csak 1686-ban szabadult fel a török uralom alól. A karlócai béke (1699) értelmében a Török és a Habsburg Birodalom határa a Maros folyó mentén húzódott. A Habsburg uralkodók a határtérségbe szerb katonacsaládokat telepítettek (1698-tól), akik számos kiváltsághoz jutottak. Benkovics Ágost váradi püspök 1701-es jelentése szerint már a mai falu területén igen sok házat állítottak fel. Az új, határőrizeti funkciót ellátó települést Újcsanádnak, ill. Kiscsanádnak is hívták. Az 1720-as országos összeírás adatai alapján már körülbelül 300 lakos élhetett itt. A határőrök főleg állattenyésztéssel foglalkoztak.
1750-ben Mária Terézia feloszlatta a határőrvidéket, területét a nemesi vármegyékhez (jelen esetben Csanádhoz) csatolta. Így a jobbágyi függéstől tartó szerbek egy része Oroszországba, ill. Szerbiába vándorolt. Amint bekövetkezett a szerbek kivándorlása, az Aradi Kincstári Uralom Újcsanád környékére, Újcsanádtól kissé északabbra románokat és magyarokat telepített be. A románok 1756-ban már többségre jutottak a településen. Amikor a török hatalom megszűnése után alapított eredeti szerb település 1793-ban, a Maros-árvize miatt elnéptelenedett és megszűnt, a kiöntések elől északabbra, az ott már megtelepült románokhoz vándoroltak a szerbek, s ugyanebben az évben a kincstári uradalom is végleg átköltöztette Újcsanádot mai helyére.
Leírás a településről a 18. század végén:
```
CSANÁD: "Vára, és Városa, most Mező Város, Csanád Vármegyében, földes ura a’ Királyi Kamara, lakosai katolikusok, többen ó hitűek, és rátzok, fekszik Maros vize mellett, Apostagfalvához nem meszsze. Hajdan nagy, és nevezetes Város vala Bonfin állatása szerént, (a) Decade I. Lib. 1. pag. 26. 23.) nem külömben Istvánfi szerént is, (b) Libro V. pag. 70. 13.) melly ámbár nem vala kőfallal körűl vétettetve, mind az által nevezes ostromnak ellene állhatott; dél felől Maros vize folyja körűl, melly ha a’ Várnak árkába botsájtatott, azt egészen körűl vette, és erőssítette. Nevezetes többek között Csanád Városa arról, hogy SZENT ISTVÁN itten Püspökséget állított ’s SZENT GELLERTET tevé első Püspöknek, a’ kit Jerusálemböl hazája felé keresztűl útazván Olasz Országba, megmarasztott vala Hazánkban, hallván nagy hírét a’ Hitnek terjesztésére, ’s minekutánna a’ Bakonybéli klastromban hat esztendőt nagy példa mutatással tőltött volna MXXXVI. esztendőben a’ Csanádi újj Püspöki székbe ültette; holott hasonló képen nagy kegyességű életet viselt vala, és SZENT GERGELY’ tiszteletére templomot is építtetett. Szépen kezdett vala Csanád Városa ez időben nevekedni, míg ABA Király negyven nemes Urakat tanátskozásnak színe alatt egy házba öszve gyűjtetvén, bé záratta vala őket, és ügyöknek fel vétele, a’ vagy mentségjeknek meghalgattatása nélkül megölettetett. Fő papi kötelességjehez képest eleibe terjesztette vala GELLÉRT Püspök a’ Királynak szörnyű, és veszedelmes következésű tselekedetét. Úgy is történt vala, a’ mint ezt a’ történetek is bizonyítyák. Második szomorú eset vala Csanád Városára nézve midőn MCCXLIIdik esztendőben BELA Király alatt meggyőzettetvén e’ Város’ a’ Tatárok által fel gázoltatott. A’ mint Rogerius felőle emlékezik (c) De destructione Hungariae per Tartar. Cap. XXXIV. p. 192. 34.) Még szomorúbb, és utállatosabb története vala, ez után két századdal, Dózsa György székelynek istentelensége által, a’ ki az Ozmanok ellen gyűjtött seregét, maga feleinek, és a’ Csanádiaknak is nagy romlásokra vezette, a’ mint Istvánfi bőven elő adta. Azután is hasonló inséggel küszködött vala Csanád Városa; 370mert György szerzetes IZABELLA Királynénak követője által Erdélyi igazgatásakor ostrommal körűl vétettetvén, mind a’ Vár, mind pedig a’ Város ostromot szenyvede PETROVITSNAK vezérlése alatt, a’ ki Kerepetz Miklos akkori Csanád Várának igazgató Kapitánnya által, férfiasan megverettetvén, elűzettetett az ostromlásnak folytatásától. Varkuch Tamás küldettetvén pedig ismét György szerzetes által, hogy a’ Csanádiakat váratlanúl éjjel támadná meg, szerentsésebb vala Petrovitsnál, mert Kerepetz Miklóst a’ Városiakkal egyetemben vélletlenűl megtámadván, annyira meg verte, hogy nehányad magával, tsak alig menekedhetett ki veszedelméböl. Nagyon szégyenlette, és fel gerjedett Miklósnak hitvese e’ gyenge vitézségéért, ’s gyalázatos megszaladásáért, mert haza menvén indúlatosan köszöntötte a’ mint Betlen emlékezetben hagyta. Alig enyhűlt vala Csanád Városának egyik veszedelme; midőn már újjabb menykövező fellegek közelítettek feléje. Ugyan is a’ Törökök IZABELLA Királynénak fiatskáját igyekeztek vala a’ Királyi székbe ültetni, más felől pedig, FERDINÁND is sürgette vala magának az Országot, melly vetekedés nem lehetett meg nagy vér ontások nélkül. Elfoglalván annak okáért az Ozmanok némelly Várakat, és erősségeket, rész szerént erő, rész szerént pedig fortély álal, ’s egész erővel Csanád ellen törekedvén; annyira meg félemledett erejektöl Úgodi Ferentz akkori Csanádi Püspök, hogy azt minek előtte az ostromnak erejét érzette volna, minden lövés a’ vagy oltalmazás nélkül az Ozmanoknak előre fel adta; melly azt okozta, hogy a’ többiek is megfélemledvén, minden helyeket, mellyek Maros vizei között valának, az Ozmanoknak által engedtek, a’ rátzok pedig által pártoltak az Ozmanokhoz. És így MCL. esztendőben mind a’ Város, mind pedig a’ Püspöki szék az Ozmanoknak jármok alá kerűlt. Viszsza szerzette ugyan MDXCV. esztendőben Borbély György erdélyi seregnek Vezére hadi erővel; de Bátori Zsigmondnak álhatatlansága miatt, az Ozmanoktol Szatercsi Mehemetnek adatott vala parantsolattya, hogy Erdélybe útat készítene; körűl vévén annak okáért Csanádot ostrommal kevés 371idő múlva olly szorúltságba hozta az örizőket, hogy nem tsak a’ Városnak meg tarthatása; hanem még életek felöl is eltsüggedtek reménységjekben, látván a’ mindenfelöl közelgető nagy veszedelmet. Lugasi Ferentz vala az ostromlottaknak Vezérje, a’ ki gyermekségétöl fogva katonaságban nevekedett, és a’ hadnak módgyát jól értette, minek utánna már előre bizonyosan ellátta, hogy veszedelemben forognának, eltökéllette, hogy az ellenségre rohannának utóllyára tellyes erővel, ’s mutassák meg rab szíjjakra való fűzettetések előtt igazi vitézségjeket, melly hogy szerentsésebb következéssel történnyék meg, igen hathatós beszédet tartott katonái előtt; mellyből kitetszik minémű környűl állások között, és melly vitézi erősséggel hagyta el Lugasi Csanád Városát, a’ kinek e’ tzéllyát az Ozmanok előre ki tanúlván, készen várták a’ reájok rohanókat, ’s többnyire megölettettettek, a’ Vezér pedig maga nehányad magával által vágta magát, ’s szerentsésen feleihez jutott; a’ Város ellenben az Ozmanoknak hatalmokban esett, és az alatt is maradott, míg Buda Vára meg vétettetvén, Szeged Város pedig fel adattatván Csanád is ismét a’ Keresztényi birtokba jutott 12. Octoberben, lásd felője Istvánfit. (d) Libro XXXI. pag. 728. 28.) Nevezetesítette Csanád Városát az itten PÉTERNEK elűzettetése, és ANDRÁSNAK viszsza hívattatása eránt tartatott Ország gyűlései. Ez Ország gyűléseken kivűl temető helyet is adott Jász LASZLÓNAK. Határja jó termékenységű, vagyonnyai külömbfélék, első Osztálybéli."

(
Vályi András
: 
Magyar országnak leírása
, 
1796
–
1799
)
```

A nemzetiségiek egymáshoz való viszonya mindig is békés volt a faluban. A nemzetiségek saját iskolával rendelkeztek sokáig, és jelenleg is folyik szerb és román nyelvű oktatás a Magyarcsanádi Általános Iskolában.
1808-ban a románok és a szerbek közösen kőtemplomot építettek (a mai román ortodox templom). Később, 1880-ban a szerbek saját templomot emeltek. A települést a 19. század elejétől már folyamatosan Magyarcsanádként említik a források. A magyar jelző nem a falu etnikai jellegére utal (a mai név használatának kezdetekor alig éltek még magyarok itt), hanem valószínűleg arra, hogy a település kamarai birtok volt. A török kiűzése után a középkorban elpusztult Bökényfalva helyén létesült a Bökény nevű lakott hely, melyet a kamara dohánykertészekkel telepített be (1801-től).
1882-ben nyitották meg az Arad-Szőreg vasútvonalat, így hamarosan a falu is bekapcsolódhatott az ország gazdasági vérkeringésébe. Később újabb vasútvonalat adtak át, amely a települést Nagyszentmiklóssal (Bánság) kötötte össze, 1894-ben pedig a Maroson közúti hidat építettek Nagyszentmiklós irányába.
A „boldog békeidőkben” a Maros-Körös köze és a Bánság határán fekvő település sokat gyarapodott, fejlődött. A szerb és román módosabb gazdák díszes, jómódról árulkodó épületei, tetszetős házai is ekkor épültek, melyek még ma is a falu díszeinek számítanak.
1907-ben a szocialista szellemű földmunkásmozgalom tüntetésben csúcsosodott ki, a 20. század elején kivándorlásokra is sor került.
1912-ben került sor a református, 1939-ben a katolikus templom átadására.
Az 1910-es népszámlálás adatai szerint 1679 román, 702 magyar, és 616 szerb élt Magyarcsanádon, 2352-en ortodoxnak, 440-en római katolikusnak, 283-an reformátusnak vallották magukat.
Az első világháborúban a falu honvédjai közül sokan elestek, a világháborút követő zűrzavaros időszakban a román hadsereg 1919 nyarán megszállta a községet, amely csak 1920-ban került ismét magyar uralom alá.
A trianoni békeszerződés súlyosan érintette Magyarcsanádot, amely országközepi helyzetéből határmenti fekvésűvé vált.
A trianoni döntés után nagy számban költöztek a faluba az új határokon túlról érkező menekültek, a románok és szerbek közül is sokan leltek itt új hazára. A magyarok a két világháború között kerültek többségbe Magyarcsanádon.
A második világháború alatt a magyarcsanádi határőrlaktanya nyolcvanfős lengyel menekült katonai alakulatnak adott menedéket. A községet 1944 októberében foglalták el a szovjet csapatok, a falu határában véres harcok dúltak. A falu 1950-ig Csanád vármegyéhez tartozott, amelyet az ez évi megyerendezéskor megszüntettek, és a községet Csongrád megyéhez csatolták. 1950 és 1954 között egyesítve volt Apátfalvával Csanád néven.
A második világháború után is élénk kulturális élet folyt, a településen tánckör is működött.
Magyarcsanádot az 1989-1990-es rendszerváltás néhány szempontból előnyösen, néhány szempontból hátrányosan érintette. Kisebbségi önkormányzatok (például szerb, román, cigány) alakultak, és a határmenti együttműködések is felélénkültek, kiépült a testvértelepülési kapcsolat a Temes megyei Nagykomlóssal.
1993-ban a munkanélküliségi ráta 20% körül mozgott, a falu jelenleg is Csongrád-Csanád megye legszegényebb települése. Jelentős munkaadó a településen az Úttörő Mezőgazdasági Szövetkezet és a Bőripari Szövetkezet. Az önkormányzat egyetlen önállóan gazdálkodó intézménye az Általános Humán Központ, az óvoda, az általános iskola, a klubkönyvtár társulásban van.
Magyarcsanádhoz két külterület, Bökény és Tanyadűlő tartozik; ezek össznépessége 2001-ben 22 fő volt.

## Közélete

### Polgármesterei
- 1990–1994: Farkas Jánosné (független)[5]
- 1994–1998: Farkas Jánosné (Fidesz-MSZP)[6]
- 1998–2002: Farkas Jánosné (Fidesz)[7]
- 2002–2006: Farkas Jánosné (Fidesz)[8]
- 2006–2010: Farkas Jánosné (Fidesz)[9]
- 2010–2011: Guba István (független)[10]
- 2012–2014: Guba István (független)[11]
- 2014–2019: Farkas János (Fidesz-KDNP)[12]
- 2019–2024: Farkas János (Fidesz-KDNP)[13]
- 2024– : Farkas János (Fidesz-KDNP)[1]

A településen 2012. március 25-én időközi polgármester-választást (és képviselő-testületi választást) tartottak, az előző képviselő-testület önfeloszlatása miatt. A választáson a hivatalban lévő polgármester is elindult, és egyetlen kihívójával szemben meg is nyerte azt.

## Népesség
A település népességének változása:
| Lakosok száma | 1455 | 1429 | 1392 | 1315 | 1280 | 1237 | 1236 |
|               | 2013 | 2014 | 2017 | 2021 | 2022 | 2023 | 2024 |

### Népcsoportok
2001-ben a lakosság
- 77,4%-a vallotta magát magyarnak,
- 11,6%-a románnak,
- 2,1%-a szerbnek,
- 7,6%-a cigánynak.

### Vallás
A vallási megoszlás mutatói (2001):
- római katolikus 54,6%
- református 8,2%
- baptista 1,3%
- román ortodox: 16,4%
- görögkatolikus: 1,4%
- szerb ortodox: 1,2%
- nem vallásos 7,6%.

A 2011-es népszámlálás során a lakosok 92%-a magyarnak, 17,4% cigánynak, 0,5% németnek, 16% románnak, 2% szerbnek, 0,7% szlováknak mondta magát (6,7% nem nyilatkozott; a kettős identitások miatt a végösszeg nagyobb lehet 100%-nál). A vallási megoszlás a következő volt: római katolikus 43,4%, református 6,6%, evangélikus 0,3%, görögkatolikus 1,5%, egyéb felekezethez tartozó (főleg ortodox) 16,6%, felekezeten kívüli 17,9% (13,8% nem nyilatkozott).
2022-ben a lakosság 78%-a vallotta magát magyarnak, 9,8% románnak, 9,1% cigánynak, 1,6% szerbnek, 0,4% németnek, 0,2% bolgárnak, 0,1-0,1% szlováknak, ruszinnak és ukránnak, 1,7% egyéb, nem hazai nemzetiségűnek (19,8% nem nyilatkozott; a kettős identitások miatt a végösszeg nagyobb lehet 100%-nál). Vallásuk szerint 24,7% volt római katolikus, 7,2% református, 6,6% ortodox, 1,9% görög katolikus, 0,2% evangélikus, 1,4% egyéb keresztény, 1,2% egyéb katolikus, 14,1% felekezeten kívüli (42,3% nem válaszolt).

## Nevezetességei
Egyedülálló a Dél-Alföldön, hogy egy ekkora méretű településen négy nemzetiségi-etnikai kultúra képviselői (románok, szerbek, magyarok, cigányok) éljenek egymással békében, és hogy egy ekkora méretű községnek négy temploma (ebből kettő ortodox) legyen.
- szerb ortodox templom
- román ortodox templom
- református templom
- római katolikus templom
- a falu belterületétől északra, kb. 2,5 km-re felállított archaikus kun kereszt
- volt Határőrlaktanya
- Szabadság-szobor (a Polgármesteri Hivatal előtt)
- Bökény (Maros-parti, külterületi lakott hely, érintetlen természeti környezet)
- Bekai-halom (85 méter magas kunhalom)
- Senki-szigete (kormoránok)
- Az egykori Csanádi vasúti Maros-híd és Csanádi közúti Maros-híd pillérei (tervezte Zielinski Szilárd)